# Сююрю-Кая (крепость)
Сююрю-Кая — развалины замка X—XIII века, расположенные в Бахчисарайском районе Крыма, в 5 км к югу от села Соколиное, на вершине горы Сююрю-Кая (высота 815 м). Решениями Крымского облисполкома № 16 от 15 января 1980 года и № 704 от 20 февраля 1990 года руины оборонительных стен и культовой, жилой и хозяйственной застройки X—XIII века укрепления Сююрю-Кая объявлены историческим памятником регионального значения.

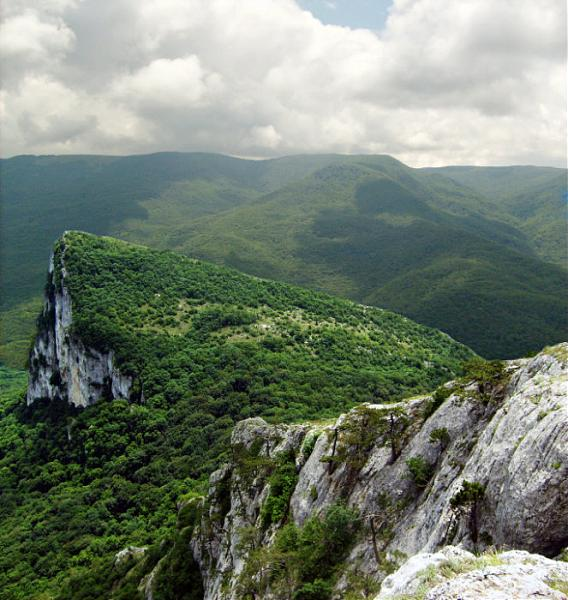
Пологий склон Сююрю-Кая был защищён тремя рядами стен

## Описание
Высокая и острая вершина вершина Сююрю-Кая в виде треугольника с севера, востока и юго-востока обрывается неприступной скалой, с западной стороны от основного массива Седам-Кая отделяется глубокой седловиной, в 50 м выше которой была построены первая линия обороны замка. Стена длиной 70 м, сложенная из крупного бута насухо, имела толщину 1,5 м и сохранилась на высоту до 1-1,2 м, в месте подхода тропы (древней дороги) были ворота шириной 2,2 м, у которых, с внутренней стороны — развалины постройки, видимо, кордегардии. От ворот дорога идёт вверх ко второй, лучше сохранившейся, оборонительной стене, протяженностью около 180 м, толщиной 1,5—1,8 м, сохранившейся в некоторых местах до 2 м. Третья стена, толщиной 1,9-2,3 м, с прямоугольной башней на юго-западном фланге, образует цитадель. Внутри цитадели — развалины небольших построек размером 3 на 4 м и руины большого многокамерного дома, размером 15 на 7 м. На самой вершине Сююрю-Кая имеются остатки храма-часовни, сложенного из бута на известковом растворе, вокруг которой расположено семь гробниц, вскрытых и ограбленных. Археологические раскопки на городище не производились, по подъемному материалу укрепление датируется XIII веком.

## История изучения
Первое сообщение о руинах оставил Василий Христофорович Кондараки в III томе сочинения «В память столетия Крыма» 1883 года, упоминали укрепление Николай Иванович Репников в «Материалах к археологической карте юго-западного нагорья Крыма» 1940 года. Обследование производилось в 1956 году О. И. Домбровским, описавшим 2 линии оборонительных сооружений X—XIII века, в 1977 и 1980 году укрепление изучал Виктор Леонидович Мыц. Основание многих укреплений горного Крыма в XIII веке, подобного Сююрю-Кая, историки связывают с татаро-монгольскими вторжениями в Крым (начиная с 1223 года), сельджукской экспансией и переходом горного Крыма в зону влияния Трапезундской империи.